# Lavoro comandato
Il lavoro comandato è il valore di una merce espresso nei termini di quello di un'altra. Mentre quello incorporato è la quantità di lavoro richiesta per produrre le merci (lavoro nascosto nella merce prodotta).
La locuzione fu introdotta dagli economisti classici per tentare di risolvere la questione della determinazione del valore di scambio di una merce.
Esso indica il numero di ore necessarie a guadagnare un salario corrispondente al prezzo della merce considerata. Esempio: se per produrre un bene impiego un lavoratore pagato 10 € l'ora, ed il bene costa 1000 €, il valore di tale bene è 100 ore di lavoro. Chi vende il bene ne ricava il necessario a pagare il salario per 100 ore di lavoro; dunque tale bene comanda 100 ore di lavoro.
Le difficoltà nella determinazione del valore di scambio di una merce riguarda vari aspetti, dal riuscire a risalire al principio primo del valore, al determinare concretamente i rapporti di scambio.
Gli economisti classici, per affrontare tale problema si sono inizialmente concentrati sul ruolo del lavoro. Le teorie del valore-lavoro sono molteplici; per alcuni il valore-lavoro è indici del sacrificio che il lavoratore deve compiere per avere il bene desiderato, per altri il valore-lavoro è un buon modo di esprimere la difficoltà di produzione di una merce rispetto alle altre merci.
Secondo Adam Smith, il valore di una merce è uguale alla quantità di lavoro che essa mette in grado di comprare o comandare, e quindi il lavoro è la misura del valore di scambio di tutte le merci.
Il lavoro comandato offre vari vantaggi:
In primo luogo, guardare al lavoro comandato è un buon modo per guardare alla situazione di un  paese in momenti diversi o per fare confronti tra paesi diversi (un bene costa un'ora di lavoro in una nazione e due in un'altra).
In secondo luogo, poiché lo scambio di prodotti provenienti da diversi settori produttivi diversi, mette in contatto i lavoratori dei vari settori, il lavoro comandato risulta la migliore misura del valore di scambio di una società che ha pienamente abbracciato la divisione del lavoro.
Il tempo di lavoro consente così di esprimere quantitativamente i legami che uniscono tutti i produttori di una società in cui vige la divisione del lavoro.
La pecca principale della teoria del lavoro comandato è dovuta al fatto che non consente di individuare i fattori che determinano i valori di scambio delle diverse merci.